# Liu Ying (Fußballspielerin)
Liu Ying (chinesisch 劉英; * 11. Juni 1974) ist eine chinesische Fußballspielerin. Sie hat für die Volksrepublik China zwei Mal an Olympischen Sommerspielen und zwei Mal an Weltmeisterschaften teilgenommen.

## Karriere
Mit der Nationalmannschaft durfte sie an den Olympischen Sommerspielen 1996 in Atlanta teilnehmen. Dabei beendeten sie mit der Mannschaft die Gruppenphase auf den ersten Platz vor den Vereinigten Staaten. Im Halbfinale konnte die Mannschaft aus China die Nationalmannschaft von Brasilien mit 3:2 bezwingen. Sie und ihre Mitspielerinnen mussten sich mit Silber begnügen, weil sie im Finale gegen die Gastgeber aus den Vereinigten Staaten mit 1:2 verloren. Vier Jahre später durfte sie erneut an den Olympischen Spielen teilnehmen. Bei den Olympischen Sommerspielen 2000 schied sie mit ihrer Mannschaft schon in der Gruppenphase als Drittplatzierter aus.
Zudem nahm sie mit der Mannschaft auch den Weltmeisterschaften 1999 und 2003 teil. Bei ihrer ersten Teilnahme kam sie in allen sechs Turnierspielen zum Einsatz und erzielte im letzten Spiel der Gruppe D beim 3:1-Sieg über die Nationalmannschaft Australiens am 26. Juni 1999 in East Rutherford mit dem Treffer zum Endstand in der 73. Minute ihr einziges Turniertor. Mit der Mannschaft drang sie bis ins Finale vor, in dem sie am 10. Juli 1999 in Pasadena der US-amerikanischen Nationalmannschaft erst im Elfmeterschießen mit 4:5 unterlegen war; sie war diejenige, die ihren Schuss vom Punkt aus vergab. Bei ihrer zweiten Teilnahme bestritt sie ebenfalls alle drei Spiele der Gruppe D, war jedoch im Viertelfinale der Nationalmannschaft Kanadas am 2. Oktober in Portland mit 0:1 unterlegen. Des Weiteren kam sie auch in zwei in Freundschaft ausgetragenen Länderspielen gegen die Nationalmannschaft Deutschlands zum Einsatz. Beide Begegnungen endeten mit einem Unentschieden; am 23. Januar 2003 in Yiwu 0:0 und am 4. März 2003 in Gütersloh 2:2.

## Erfolge
- Finalist Weltmeisterschaft 1999
- Olympische Silbermedaille 1996